# Copa Itália de Voleibol Masculino de 2015–16
A Copa Itália de Voleibol Masculino de 2015–16 foi a 38.ª edição desta competição organizada pela Lega Pallavolo Serie A, consórcio de clubes filiado à Federação Italiana de Voleibol (FIPAV). O torneio ocorreu de 22 de dezembro de 2015 a 7 de fevereiro de 2016, e sagrou como campeão pela décima segunda vez o Modena Volley.

## Regulamento
Participaram do torneio as 8 melhores equipes do primeiro turno do Campeonato Italiano de 2015–16. As equipes disputaram as quartas de final, com jogos em casa e fora (com disputa de golden set em caso de um empate duplo), as semifinais e final.

### Chaveamento
|  | Quartas de final   | Quartas de final   | Quartas de final   |               |               | Semifinais | Semifinais | Semifinais |  |  | Final | Final | Final |
|  |                    |                    |                    |               |               |            |            |            |  |  |       |       |       |
|  |                    |                    |                    |               |               |            |            |            |  |  |       |       |       |
|  |                    |                    |                    |               |               |            |            |            |  |  |       |       |       |
|  | Modena Volley      | 3                  | 3                  |               |               |            |            |            |  |  |       |       |       |
|  | Modena Volley      | 3                  | 3                  |               |               |            |            |            |  |  |       |       |       |
|  | Volley Milano      | 2                  | 1                  |               |               |            |            |            |  |  |       |       |       |
|  | Volley Milano      | 2                  | 1                  | Modena Volley | Modena Volley | 3          |            |            |  |  |       |       |       |
|  |                    |                    |                    | Modena Volley | Modena Volley | 3          |            |            |  |  |       |       |       |
|  |                    | Sir Safety Perugia | Sir Safety Perugia | 1             |               |            |            |            |  |  |       |       |       |
|  | Sir Safety Perugia | Sir Safety Perugia | Sir Safety Perugia | 1             | 3             | 3          |            |            |  |  |       |       |       |
|  | Sir Safety Perugia |                    |                    |               | 3             | 3          |            |            |  |  |       |       |       |
|  | Verona Volley      | 2                  | 1                  |               |               |            |            |            |  |  |       |       |       |
|  | Verona Volley      | 2                  | 1                  | Modena Volley | Modena Volley | 3          |            |            |  |  |       |       |       |
|  |                    |                    |                    | Modena Volley | Modena Volley | 3          |            |            |  |  |       |       |       |
|  |                    | Trentino Volley    | Trentino Volley    | 0             |               |            |            |            |  |  |       |       |       |
|  | Lube Macerata      | Trentino Volley    | Trentino Volley    | 0             | 3             | 3          |            |            |  |  |       |       |       |
|  | Lube Macerata      |                    |                    |               | 3             | 3          |            |            |  |  |       |       |       |
|  | Top Volley         | 0                  | 0                  |               |               |            |            |            |  |  |       |       |       |
|  | Top Volley         | 0                  | 0                  | Lube Macerata | Lube Macerata | 2          |            |            |  |  |       |       |       |
|  |                    |                    |                    | Lube Macerata | Lube Macerata | 2          |            |            |  |  |       |       |       |
|  |                    | Trentino Volley    | Trentino Volley    | 3             |               |            |            |            |  |  |       |       |       |
|  | Trentino Volley    | Trentino Volley    | Trentino Volley    | 3             | 3             | 2          |            |            |  |  |       |       |       |
|  | Trentino Volley    |                    |                    |               | 3             | 2          |            |            |  |  |       |       |       |
|  | Pallavolo Molfetta | 0                  | 3                  |               |               |            |            |            |  |  |       |       |       |
|  | Pallavolo Molfetta | 0                  | 3                  |               |               |            |            |            |  |  |       |       |       |

### Quartas de final
Jogos de ida
| Data   | Hora  |                    | Placar |                    | Set 1 | Set 2 | Set 3 | Set 4 | Set 5 | Total   | Relatório |
| ------ | ----- | ------------------ | ------ | ------------------ | ----- | ----- | ----- | ----- | ----- | ------- | --------- |
| 22 dez | 20:30 | Volley Milano      | 2–3    | Modena Volley      | 24–26 | 20–25 | 29–27 | 25–22 | 13–15 | 111–115 | Relatório |
| 22 dez | 20:30 | Verona Volley      | 2–3    | Sir Safety Perugia | 23–25 | 25–22 | 16–25 | 25–19 | 12–15 | 101–106 | Relatório |
| 22 dez | 20:30 | Top Volley         | 0–3    | Lube Macerata      | 20–25 | 16–25 | 20–25 |       |       | 56–75   | Relatório |
| 22 dez | 20:30 | Pallavolo Molfetta | 0–3    | Trentino Volley    | 22–25 | 22–25 | 13–25 |       |       | 57–75   | Relatório |

Jogos de volta
| Data   | Hora  |                    | Placar |                    | Set 1 | Set 2 | Set 3 | Set 4 | Set 5 | Total   | Relatório |
| ------ | ----- | ------------------ | ------ | ------------------ | ----- | ----- | ----- | ----- | ----- | ------- | --------- |
| 14 jan | 20:30 | Modena Volley      | 3–1    | Volley Milano      | 25–22 | 23–25 | 25–20 | 25–21 |       | 98–88   | Relatório |
| 14 jan | 20:30 | Sir Safety Perugia | 3–1    | Verona Volley      | 25–15 | 25–20 | 19–25 | 25–10 |       | 94–70   | Relatório |
| 14 jan | 20:30 | Lube Macerata      | 3–0    | Top Volley         | 25–17 | 25–23 | 25–19 |       |       | 75–59   | Relatório |
| 14 jan | 20:30 | Trentino Volley    | 2–3    | Pallavolo Molfetta | 25–15 | 27–29 | 27–29 | 25–21 | 13–15 | 117–109 | Relatório |

### Semifinais
| Data  | Hora  |               | Placar |                    | Set 1 | Set 2 | Set 3 | Set 4 | Set 5 | Total   | Relatório |
| ----- | ----- | ------------- | ------ | ------------------ | ----- | ----- | ----- | ----- | ----- | ------- | --------- |
| 6 fev | 15:00 | Modena Volley | 3–1    | Sir Safety Perugia | 20–25 | 25–16 | 25–22 | 25–22 |       | 95–85   | Relatório |
| 6 fev | 17:30 | Lube Macerata | 2–3    | Trentino Volley    | 19–25 | 25–17 | 22–25 | 27–25 | 11–15 | 104–107 | Relatório |

### Final
| Data  | Hora  |               | Placar |                 | Set 1 | Set 2 | Set 3 | Set 4 | Set 5 | Total | Relatório |
| ----- | ----- | ------------- | ------ | --------------- | ----- | ----- | ----- | ----- | ----- | ----- | --------- |
| 7 fev | 17:30 | Modena Volley | 3–0    | Trentino Volley | 25–19 | 25–22 | 25–13 |       |       | 75–54 | Relatório |

## Premiação
| Copa Itália de 2015–16              |
| Emília-Romanha                      |
| ----------------------------------- |
| Modena Volley Campeão (12.° título) |